# Daliléa Ayala
Daliléa Ayala, nome artístico de Daliléa Silva (Goiânia, 13 de outubro de 1962), é uma atriz, jornalista, diretora, roteirista, apresentadora, e coach de atores brasileira. É lembrada como uma das damas do teatro, cinema e dramaturgia do Brasil.
Foi indicada aos prêmios APETESP de Teatro de 1987 nas categorias de "Autora de Ideia Original" e "Atriz Protagonista", pelo espetáculo A Cozinha Maluca; E ao Troféu Mambembe de 1987, como "Melhor Atriz", também pelo espetáculo A Cozinha Maluca.
Atuou em cerca de 1000 comerciais televisivos e em novelas como Um Homem muito Especial na Rede Bandeirantes, Meus Filhos, Minha Vida pelo SBT e Cúmplices de um Resgate, também do SBT. Além de ter sido a apresentadora oficial de programas como A Arte Da Beleza (Tv Gazeta), Estética e Saúde (Rede Mulher), Feiras e Negócios (TV Manchete e TV Bandeirantes), TV Diet Vepê (TV Bandeirantes) e Tele-Rede Mercedes-Benz por 20 anos.

## Biografia
Daliléa cursou artes dramáticas na Academia N. G. na categoria de atriz, em Goiânia, de  1977 a 1980, e iniciou sua carreira de atriz na década de 80, realizando comerciais de TV, ainda em Goiânia.
No teatro, sua trajetória teve como ponto de partida as peças infantis O Circo Herói da Garotada, A Verdadeira História de Pinóquio  e Pluft - O Fantasminha, nos anos 80.
Cursou no período de 1997 a 2001 bacharelado em Comunicação Social, sendo concluído com habilitação em jornalismo.
Desde então, vem atuando e dirigindo peças teatrais e comerciais. Tais como Um Estranho Casal, Dois Por um Fio e A Cozinha Maluca.

## Televisão
Durante dois anos apresentou o programa TV Diet Vepê pela TV Bandeirantes (1992 a 1994). Programa diário, com duração de cinco minutos. Migrou para outro programa televisivo, apresentando entre 1995 e 1998 o programa Feiras e Negócios, pela TV Manchete e TV Bandeirantes.
Durante o ano de 2002, escreveu, produziu e apresentou o programa "Estética e Saúde" pela Rede Mulher e Rádio Mulher. Mudou de emissora e de 2004 a 2005 apresentou o programa A arte da beleza pela TV Gazeta.
Apresentou o programa "Tele-Rede Mercedes-Benz" durante 22 anos. Programa mensal, interno, com 1 hora de duração, que ia ao para toda rede Mercedes Benz do Brasil.
| Ano         | Título                  | Tipo     | Canal                      | Direção/Criação |
| ----------- | ----------------------- | -------- | -------------------------- | --- |
| 2019        | Os Parceiros            | Série    | Warner TV                  | |
| 2018        | Cúmplices de Um Resgate | Novela   | SBT                        | |
| 1995 - 2017 | Tele-Rede Mercedes-Benz | Programa | Canal Interno              | |
| 2010        | Bipolar                 | Série    | HBO                        | Direção de Paulo Duarte, Edu Felistoque, Aleksandar Srdic |
| 2004 - 2005 | A arte da beleza        | Programa | TV Gazeta                  | |
| 2002        | Estética e Saúde        | Programa | Rede Mulher e Rádio Mulher | |
| 1999        | Especial Sandy & Júnior | Série    | Globo                      | Escrita por Adriana Avellar, Sarah Lavigne, Thiago Marinho, Charles Peixoto, Manuela Dias, Thereza Falcão, Rogério Blat, Flávia Lins e Silva e Fausto Galvão |
| 1995 - 1998 | Feira e Negócios        | Programa | TV Manchete e Bandeirantes | |
| 1992 - 1994 | TV Diet Vepê            | Programa | Bandeirantes               | |
| 1993        | Retrato de Mulher       | Série    | Globo                      | Direção de Del Rangel. Escrita por Walcyr Carrasco, Alcides Nogueira, Maria Adelaide Amaral, Ricardo Linhares, Doc Comparato, Leilah Assumpção e Marta Góes. |
| 1984        | Meus Filhos, Minha Vida | Novela   | SBT                        | Novela de Ismael Fernandes, Henrique Lobo e Crayton Sarzi direção de Antonino Seabra, Jardel Mello e Henrique Lobo                                           |
| 1980 - 1981 | Um Homem Muito Especial | Novela   | SBT                        | Novela de Rubens Ewald Filho. Escrita por Rubens Ewald Filho, Jaime Camargo e Consuelo de Castro. Direção de Antônio Abujamra e Atílio Riccó.                |

## Teatro
| Ano         | Título                             | Autor | Diretor          |
| ----------- | ---------------------------------- | --- | ---------------- |
| 2021 - 2023 | A Noite do Choro Pequeno           | O lusitano: João Ascenso                                                                                                | Ricardo brighi   |
| 2020        | Manchetes Cariocas                 | Nelson Rodrigues | Júlio Luz        |
| 2020        | Chá das Cinco                      | Regiana Antonini | Júlio Luz        |
| 2019        | Dois Perdidos Numa Noite Suja      | Plínio Marcos | Flávio Galvão    |
| 2017        | Dois por Um Fio                    | Américo Neuman Jr. e Ricardo tibau                                                                                      | Daliléa Ayala    |
| 2016        | O Brasil de Cuecas                 | Aziz Bajur | Jacques Lagoa    |
| 2000 - 2001 | O Vison Voador                     | Ray Cooney e John Chapmann                                                                                              | Ary Toledo       |
| 1994        | O Amante Descartável               | Gerard Lauzier | João Bethencourt |
| 1993        | Procura-se um Tenor                | Ken Ludwig | Bibi ferreira    |
| 1991        | O Amante Descartável               | Neil Simon | Carlo Moreno     |
| 1990        | Venerável Madame Goneau            | João Bethencourt | Francarlos Reis  |
| 1989        | Tropicanalha                       | Aziz Bajur | Paulo Morais     |
| 1988        | Aluga-se Uma Barriga               | Jurandir Pereira Premio melhor texto - Serviço Nacional de Teatro.                                                      | Jurandir Pereira |
| 1987        | A Cozinha Maluca                   | Daliléa Ayala Indicada aos prêmios MAMBEMBE e APETESP nas categorias de melhor atriz e melhor texto com ideia original. | Kleber Macedo    |
| 1986        | ABBA                               | Carlo Moreno | Carlo Moreno     |
| 1985        | Viva a Nova República              | Carlos Imperial e Jesus Rocha                                                                                           | Carlos Imperial  |
| 1984        | Cruis Credo                        | Jurandir Pereira | Tom Santos       |
| 1983        | Uma Noiva se Disputa               | Aziz Bajur | Paulo de Morais  |
| 1982        | A Filha Dá....                     | Chico Anísio | Wanda Kosmo      |
| 1982        | Pluft O Fantasminha                | Maria Clara Machado | Alfredo Jaco     |
| 1981        | A Verdadeira História de Pinóquioi | Adaptação de Claudir Guimarães                                                                                          | Alfredo Jacob    |

## Filmografia
| Ano  | Título                    | Direção/Criação                                                                                            |
| ---- | ------------------------- | --- |
| 2021 | Perdido nas Perdizes      | Nilson Evangelista. Ganhou prêmio "Melhor Atriz"no Festival Santo André.                                   |
| 2019 | O Braço Direito           | |
| 2002 | O Expresso para Anhangaba | Roteiro e direção: Tony de Souza                                                                           |
| 1992 | A Gaiola da Morte         | Direção: Fauze Mansur                                                                                      |
| 1988 | Rastros na Areia          | Roteiro e Direção: Hércules Brezeghelo                                                                     |
| 1988 | O Preço da Fama           | Direção: Clery Cunha e Henrique Borges.                                                                    |
| 1987 | A Máfia Não Manda Recado  | Direção: Henrique Borges.                                                                                  |
| 1986 | Avesso do Avesso          | Roteiro e direção: Toni de Souza. Personagem central feminino - concorreu em diversos festivais no Brasil. |
| 1985 | Indução                   | Direção: Alfredo Sternheim                                                                                 |
| 1982 | O Menino Jornaleiro       | Direção: Alan Fontaine. Protagonista.                                                                      |
| 1982 | O Rei da Boca             | Direção: Clery Cunha                                                                                       |